# Argentinië op de Olympische Jeugdwinterspelen 2012
Argentinië was een van de landen die deelnam aan de Olympische Jeugdwinterspelen 2012 in Innsbruck, Oostenrijk.

## Deelnemers en resultaten
(m) = mannen, (v) = vrouwen 

### Alpineskiën
| Olympiër           | Onderdeel           | Resultaat | Prestatie                        |
| ------------------ | ------------------- | --------- | -------------------------------- |
| Ramiro Fregonese   | super g (m)         | 25 e      | 1.08,48 (+4,03)                  |
| Ramiro Fregonese   | supercombinatie (m) | 16e       | 1.45,61 (+5,16) (1.06,72, 38,89) |
| Ramiro Fregonese   | reuzenslalom (m)    | -         | - (-) (1.00,48, DNF)             |
|                    |                     |           |                                  |
| Delfina Costantini | super g (v)         | 22e       | 1.10,50 (+4,72)                  |
| Delfina Costantini | supercombinatie (v) | 20e       | 1.49,09 (+8,27) (1.09,26, 39,83) |
| Delfina Costantini | reuzenslalom (v)    | -         | - (-) (1.00,96, DNF)             |
| Delfina Costantini | slalom (v)          | -         | - (-) (DNF, -)                   |

### Freestyleskiën
| Olympiër         | Onderdeel     | Resultaat | Prestatie |
| ---------------- | ------------- | --------- | --------- |
| Thomas Rivara    | ski-cross (m) | 10e       | 59,00     |
|                  |               |           |           |
| Manuela Roncallo | ski-cross (v) | 7e        | 1.01,67   |

### Langlaufen
| Olympiër     | Onderdeel          | Resultaat | Prestatie          |
| ------------ | ------------------ | --------- | ------------------ |
| Alejo Hlopec | 10 km klassiek (m) | 47e       | 40.33,8 (+11.05,0) |
| Alejo Hlopec | sprint (m)         | 47e       | kwalificatie       |